# National Route 2

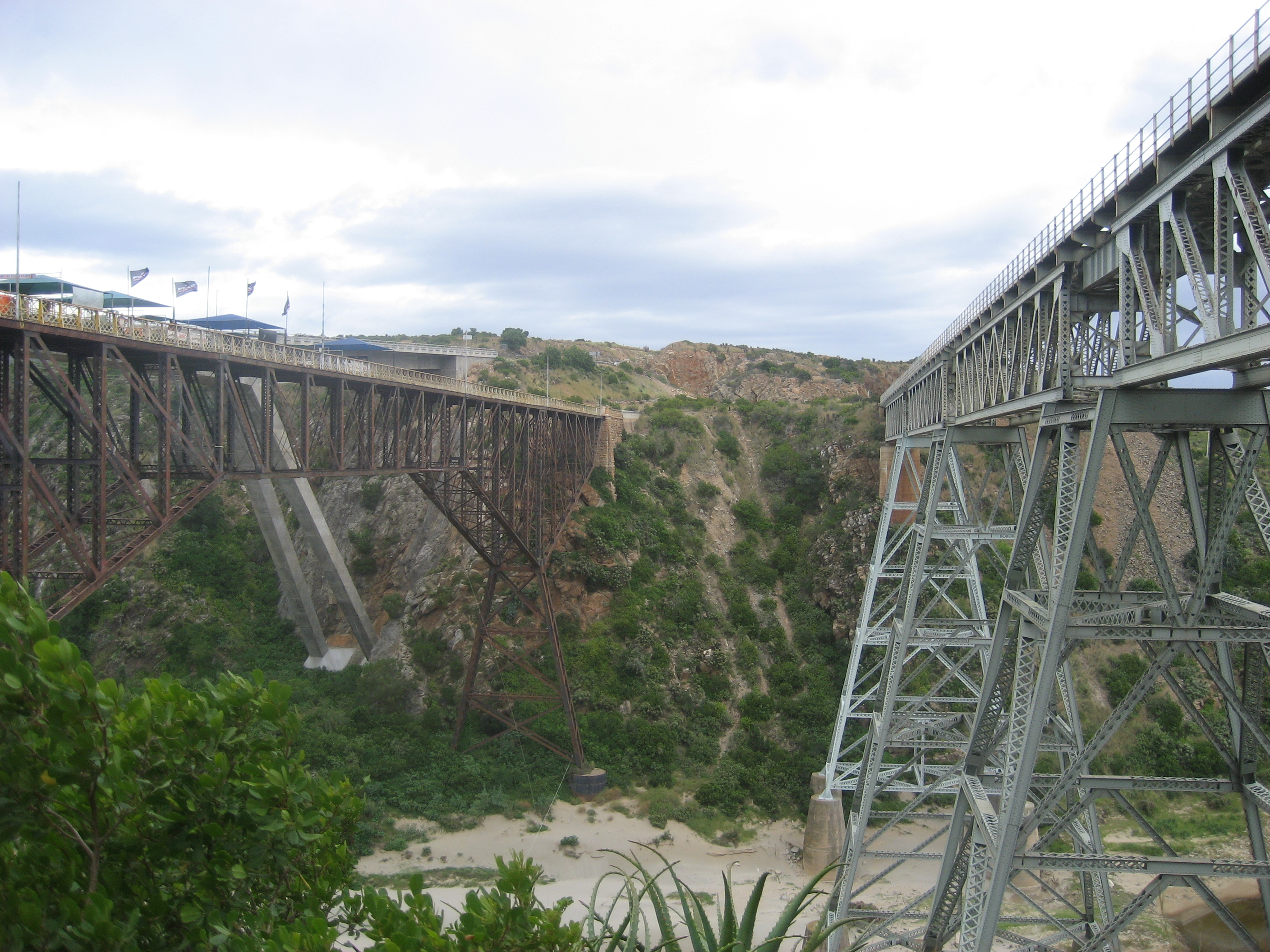
Die Gourits-River-Brücken

Die National Route 2 (kurz N2) ist eine der Nationalstraßen in Südafrika. Sie ist die wichtigste Straße Südafrikas entlang der Küste des Indischen Ozeans. Die N2 beginnt in Kapstadt (Westkap) und führt durch Gqeberha und East London in der Provinz Ostkap und Durban in KwaZulu-Natal bis nach Ermelo in Mpumalanga.

## Streckenverlauf
Wichtige Städte entlang der N2 sind Kapstadt, Somerset West, Caledon, Swellendam, Mossel Bay, George, Knysna, Humansdorp, Gqeberha (Port Elizabeth), Makhanda (Grahamstown), Qonce (King William’s Town), Bhisho, East London, Mthatha, Kokstad, Port Shepstone, Durban, KwaDukuza, Empangeni, Piet Retief und Ermelo.

### Westkap

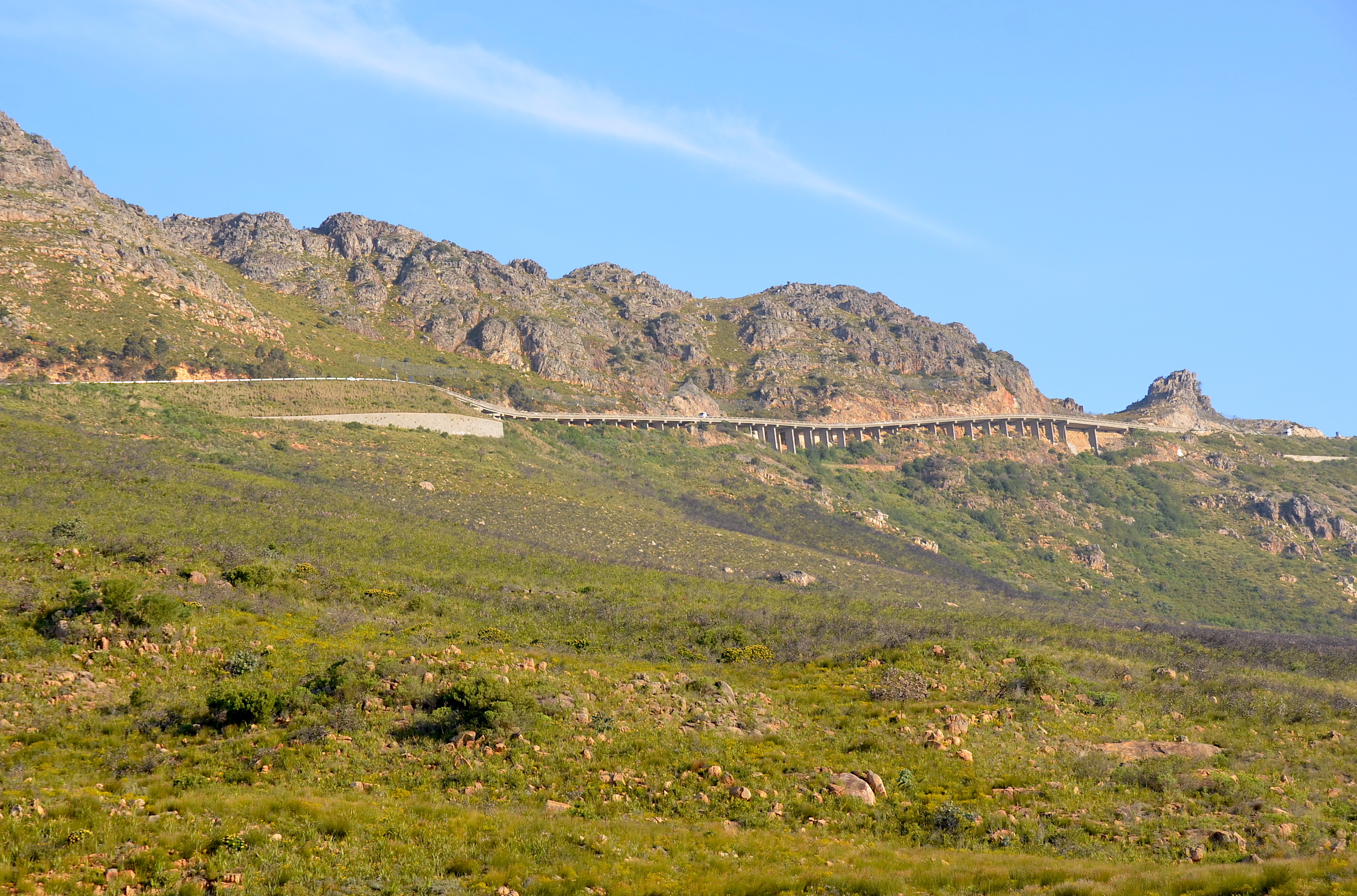
Sir Lowry's Pass

Die N2 beginnt im Zentrum Kapstadts am nördlichen Ende der Buitengracht Street an der Einfahrt zur Victoria & Alfred Waterfront. Der erste Abschnitt der N2 verläuft gemeinsam mit dem Anfang der N1. Es ist eine vierspurige Autobahn, die vom Stadtzentrum zum Hafen von Kapstadt führt. Am Ostrand des Stadtzentrums teilen sich die beiden Straßen und die N2 führt südwärts als Eastern Boulevard über die Güter- und Rangierbahnhöfe und die Zufahrtsgleise des Kapstadter Bahnhofs.
Erst in Woodstock fährt man wieder auf dem Boden und gleich anschließend erreicht man das große Autobahnkreuz, das wegen seiner Nähe zum Groote Schuur Hospital als Hospital Bend bekannt ist. An diesem Kreuz wurden die N2 und die M3 zusammengelegt und bilden eine zehnspurige Autobahn, bevor sie im Stadtteil Observatory wieder voneinander abzweigen. Da die Hospital Bend entlang eines abschüssigen Bogens gebaut ist und man bei der Durchfahrt durch das Autobahnkreuz oft die Spuren wechseln muss, gibt es dort häufig Staus und Unfälle.
Nach der Hospital Bend wendet sich die N2 in Richtung Osten und führt als sechsspurige Autobahn über die Kapebene nach Somerset West. Dieser Abschnitt wird Settler’s Way (deutsch: „Weg der Siedler“) genannt. Entlang dieser Strecke kreuzen sich die Autobahnen M5, M7 und R300. Sie verläuft auch entlang der Hauptlandebahn des Flughafens in Kapstadt. In Somerset West wird die N2 zu einer Schnellstraße ohne Mittelstreifen und muss mehrere Kreuzungen mit Ampeln passieren, die häufig für Staus sorgen.
Östlich von Somerset West steigt die N2 und überquert den Sir Lowry’s Pass. Sie führt in die Region Overberg. Auf der Hochebene der Hottentots-Holland-Berge führt sie durch Grabouw und über den Houwhoek-Pass wieder herunter nach Botrivier. Anschließend durchquert die N2 die landwirtschaftlich genutzte Ebene um die Städte Caledon, Riviersonderend, Swellendam und Riversdale. In Swellendam beginnend bis in die Nähe von Knysna wird sie mehr und weniger nah von den aufeinanderfolgenden Bahnstrecken Worcester–Voorbaai, George–Mossel Bay und George–Knysna begleitet.
Zwischen Albertinia und Mossel Bay überquert die N2 den Gouritz River. Die Gourits-River-Brücke ist 270 Meter lang und 75 Meter hoch. Sie wurde am 10. November 1977 von Dr. L. A. P. A. Munnik, dem Verwalter der Kapprovinz, eröffnet. Entworfen wurde die Brücke von MESSRS Liebenberg & Stander Consulting Engineers Capetown (afrikaans: MNRE Liebenberg & Stander Raadgewende Ingenieurs Kaapstad). Sie ersetzte die alte Gourits River Bridge aus dem 1892, welche viele Jahre zum Bungeejumping genutzt werden konnte. Nördlich der beiden Brücken befindet sich eine Eisenbahnbrücke. Bei Mossel Bay nähert sich die N2 wieder der Küste, wo die Garden Route beginnt.
Im Westen von Mossel Bay wird die N2 wieder zur Autobahn und bleibt dies auch bis zur Einmündung der N9 direkt außerhalb der Stadt George. Von hier aus überquert sie den Kaaiman’s Pass über Wilderness und Knysna bis nach Plettenberg Bay. Der folgende Straßenabschnitt (Tsitsikamma Toll Route, benannt nach den Tsitsikamma-Bergen) ist kostenpflichtig, in erster Linie wegen der Benutzung der Bloukrans Bridge. Alternativ kann auch die Straße durch Nature’s Valley, einen Ferienort, benutzt werden. Die Bloukrans Bridge befindet sich an der Grenze zur Provinz Ostkap.

### Ostkap
Im Ostkap führt sie über die älteste der drei großen Bogenbrücken der N2, die Paul Sauer Bridge über der Schlucht des Storms River, danach führt die N2 an Humansdorp und Jeffreys Bay vorbei und über die zweite der drei Bogenbrücken, die Van Stadens Bridge. Anschließend ist sie als vierspurige Autobahn ausgebaut, die durch Gqeberha durchführt und erst in Coega wieder aufhört. Danach wendet sich die N2 nach Nordosten in Richtung Makhanda und damit weg von der Küste. Auf diesem Streckenabschnitt zweigt die N10 ab und führt Richtung Middelburg. Die N2 durchquert anschließend die ehemalige Ciskei. Bei King William’s Town wendet sich die N2 wieder der Küste zu und trifft bei East London auf sie. East London wird mittels einer Umgehungsstraße umfahren. Anschließend trifft die N2 im Osten des Stadtgebiets auf die N6, die von East London aus nach Norden in Richtung Bloemfontein verläuft.
Nach East London führt die N2 wieder ins Landesinnere, um das schwierige Terrain der Region Wild Coast zu umgehen. Dabei wird das Gebiet des ehemaligen Homelands Transkei mit der Stadt Butterworth und der damaligen Hauptstadt Umtata, heute Mthatha, durchquert. In der Nähe von Kokstad überquert die N2 die Grenze zur benachbarten Provinz KwaZulu-Natal.

### KwaZulu-Natal
Hinter Kokstad wendet sich die N2 wieder der Küste zu, auf die sie bei Port Shepstone trifft. Nach Port Shepstone ist die N2 wieder als Autobahn ausgebaut und verläuft entlang den Ferienorten der Südküste Natals – wie Umzumbe, Hibberdene, Ifafa Beach, Scottburgh, Umkomaas und Amanzimtoti –, bevor sie auf einer weiteren Umgehungsstraße um Durban herumführt. Bei der Westville-Umgehung, die auf vier Ebenen verläuft, trifft die N2 auf die N3 von Johannesburg.
Auch nördlich von Durban bleibt die N2 eine Autobahn. Sie verläuft entlang der Nordküste Natals an den Felsen von Umhlanga Rocks, Ballito und Tongaat vorbei. Bei KwaDukuza endet der Ausbau als Autobahn. Die Straße führt am Hafen Richards Bay vorbei und wendet sich dann wieder in Richtung Norden von der Küste weg und führt direkt ins Herz des Zululands am ISimangaliso-Wetland-Park und dem Hluhluwe-Umfolozi Game Reserve vorbei. In der Nähe der Grenzstation bei eGolela erreicht die N2 die Grenze von Eswatini, verläuft dann aber in Richtung Westen entlang der Südgrenze Eswatinis durch Pongola und überquert anschließend die Grenze zur Provinz Mpumalanga.

### Mpumalanga
Auch in Mpumalanga bleibt die N2 in der Nähe der Grenze bis hin zur Stadt Piet Retief. Von dort aus führt sie weiter in nordwestlicher Richtung und endet in Ermelo. Ermelo ist über die N17 an Johannesburg und Mbabane und über die N11 an Mokopane und Ladysmith angebunden.

## Störungen des Verkehrs
Aufgrund starker Regenfälle im August 2006 versperrte eine Schlammlawine einen Straßenabschnitt der N2 beim Kaaiman’s Pass zwischen George und Wilderness. Daraufhin musste die Straße am 26. August vorübergehend gesperrt werden. Aufgrund der Lawine wurde ein Teil der Fahrbahn brüchig und große Spalten bildeten sich in der Straßenoberfläche. Am 29. August wurde eine Spur für Fahrzeuge unter fünf Tonnen wieder geöffnet, nachdem ein Team von Ingenieuren die Schäden begutachtet hatten.
Es wurde eine Umleitung entlang der Saasveld-Straße eingerichtet, aber auf der Straße gibt es nur einspurigen Verkehr für leichte Fahrzeuge. Schwere Fahrzeuge müssen eine Alternativstrecke benutzen, die über die R62 und den Langkloof-Pass führt. Dadurch verlängert sich die Strecke von George nach Wilderness von elf Kilometer auf über 600. Seither wurde die Straße wieder für den Verkehr geöffnet, aber es müssen immer noch größere Reparaturen vorgenommen werden.
Der Verkehr wurde mehrmals durch Proteste gestört. Am 10. September 2007 haben Bewohner der informellen Siedlung Joe Slovo die N2 in der Nähe von Langa blockiert. Die Polizei verwendete daraufhin Gummigeschosse und verletzte damit über 30 Bewohner.
Am 4. Dezember 2008 blockierten mehrere Tausend Bewohner von eMachambini zwischen KwaDukuza und Richards Bay in KwaZulu-Natal die N2, um gegen den geplanten AmaZulu Word Themepark zu protestieren. Die Polizei eröffnete das Feuer, verletzte 23 Bewohner und verhaftete zehn von ihnen.

## Projekt mit veränderter Streckenführung
Die Straßenbaubehörde Sanral plante den Bau der mautpflichtigen N2 Wild Coast Road (N2WCR), die von Mthatha aus über die bestehende R61 bis nach Ndwalane bei Port St. Johns und von da mit einer neuen und 96 Kilometer langen Streckenführung durch das bergige Hinterland der Wild Coast führen. Weiter nördlich, am Mtamvuna River bei Port Edward trifft der neue Straßenabschnitt auf die R61, die weiter bei Port Shepstone an die bisherige N2 anschließt. Das gesamte Straßenverkehrsbauwerk wird sieben Brücken, davon zwei große über die Schluchten des Mtentu River und des Msikaba River erhalten.
Das Straßenbauvorhaben führte zu umfangreichen Protesten unter der örtlichen Bevölkerung, so dass sich das österreichische Unternehmen Strabag 2019 aus dem Projekt zurückgezogen hatte. Von Kritikern wird vermutet, dass die Straße zur Erschließung eines umstrittenen Titanerz-Bergwerks genutzt werden soll.